# Jaguar (film fra 1986)
 For alternative betydninger, se Jaguar (flertydig). (Se også artikler, som begynder med Jaguar)
Jaguar (russisk: Ягуар) er en sovjetisk spillefilm fra 1986 af Sebastián Alarcón.

## Medvirkende
- Sergej Veksler som Pablo
- Artjom Kaminskij som Alberto Fernandez
- Adel Al-Khadad som Ricardo Orana
- Sergej Gazarov som Gamboa
- Janina Khatjaturova som Teresa